# Амиайш-де-Байшу
Амиайш-де-Байшу (порт. Amiais de Baixo) — район (фрегезия) в Португалии, входит в округ Сантарен. Является составной частью муниципалитета Сантарен. Входит в экономико-статистический субрегион Лезирия-ду-Тежу, который входит в Рибатежу. Население составляет 2117 человек на 2001 год. Занимает площадь 6,30 км².
Покровителем района считается Дева Мария (порт. Nossa Senhora da Graça).